# تنها برای تنهایان
تنها برای تنهایان (انگلیسی: Frank Sinatra Sings for Only the Lonely) آلبومی با صدای فرانک سیناترا است که در سال ۱۹۵۸ منتشر شد.